# O zi de domnie (operă)
O zi de domnie (titlul original: în italiană Un giorno di regno, ossia il finto Stanislao), titlu alternativ „O zi de domnie sau falsul Stanislav”, este o operă comică în 2 acte de Giuseppe Verdi, după un libret de Felice Romani. A fost cea de a doua operă pusă în scenă a compozitorului.
După succesul primei sale opere (Oberto, Conte di San Bonifacio), Verdi a început să lucreze la următoarea operă (Un giorno di regno), dar a fost întrerupt când, unul după altul, toți membrii familiei sale s-au îmbolnăvit. În curs de două săptămâni, Verdi și-a pierdut fiul, fiica și soția. Din nefericire, Un giorno di regno a fost un eșec. Atunci, Verdi a jurat că nu va mai compune niciodată comedii. Totuși, către sfârșitul vieții, a mai compus o operă comică (Falstaff).
Premiera operei a avut loc la „Teatro alla Scala” din Milano, în ziua de 5 septembrie 1840. 
Durata operei: cca 120 minute. 
Locul și anul de desfășurare a acțiunii: un castel din Bretania (Franța), nu departe de orașul Brest, 1733.

## Personaje
- Cavalerul Belfiore, care se dă drept a fi Stanisław Leszczyński[3], regele Poloniei (bariton)
- Baronul Kelbar, gazda cavalerului Belfiore (bas)
- Giuletta di Kelbar, fiica sa, îndrăgostită de Edoardo di Sanval (mezzo-soprană)
- Marchiza del Poggio, nepoata baronului Kelbar, tânără văduvă logodită cu cavalerul Belfiore (soprană)
- Edoardo di Sanval, tânăr ofițer (tenor)
- Il signor Della Rocca, unchiul lui Edoardo di Sanval, trezorier (bas)
- Contele Ivrea, comandant militar în Brest (tenor)
- Delmonte, aghiotantul falsului rege Stanisław Leszczyński (bas)
- gărzi, soldați, servitori [4]

## Conținut

### Introducere
Opera descrie aventura cavalerului francez Belfiore din anul 1733, care, la cererea Curții Regale franceze, joacă pentru un scurt timp rolul regelui exilat al Poloniei, Stanisław Leszczyński, pentru ca acesta să poată reveni incognito în Polonia, spre a relua puterea în stat. După reîntoarcerea sa pe neobservate acasă, el redevine din nou rege, între anii 1733-1736.